# Remociclo

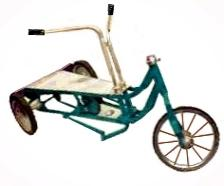
Remociclo.

Un remociclo es un vehículo de tres o cuatro ruedas, impulsado por fuerza humana utilizando el manubrio en forma de remo. Esta característica le permite traccionar y así poder desplazarse. Para doblar deben ser utilizados los pies, que van asentados sobre unos pequeños estribos desde donde se puede direccionar al remociclo.
Este vehículo se centró en el divertimento de los pequeños, como también en la función de ejercitación de los brazos y el consecuente desarrollo de la caja torácica; lo que era beneficioso para aquellos niños que requerían mayor amplitud respiratoria por factores como el asma o problemas bronquiales.  